# Alison Carroll
Alison Carroll (født 21. maj 1985 i Croydon, London, England) er en engelsk elitegymnast og den aktuelle Lara Croft-model, hyret af Eidos Interactive til at promovere Tomb Raider: Underworld. Hun træner også juniorhold i gymnastik, og har vundet flere guldtrofæer i både regionale og nationale turneringer. Før sin nye karriere som model var hun receptionist, og hun vandt pladsen som model i konkurrence med flere hundrede aspiranter.

## Biografi
Alison slog over hundrede aspiranter i konkurrencen om at blive den nye Lara Croft. På dagen hvor hun skulle mødes med producerne for første gang, blev hun låst inde i sin lejlighed, og måtte finde vej ud gennem et vindue.
| Citat          | Jeg bor på første sal og den eneste vej ud var via. balkonen i bedste Lara-stil. Alle naboerne kom ud, og jeg havde kun boet der i to uger og kendte ikke rigtig nogen af dem. De grinede alle sammen. | Citat |
| Alison Carroll | |       |

Da The Sun lavede deres interview med hende, den 11. august 2008, havde hun stadig ikke fortalt sin chef i golfklubben, hvor hun arbejdede som receptionist, at hun havde fået rollen som Lara. Hun fortæller, at hun ikke ville komme til at savne sit gamle job, for med rollen som Lara har hun alt hvad hun ønsker sig. Alison træner seks gange om ugen, og var derfor fysisk velforberedt til den påkrævede træning Lara Croft-modellerne undergår. Hun beskriver sig selv som en eventyrer. Træningen involverer blandt andet SAS-overlevelse, kamp, øvelse med semi-automatiske våben og samt et grundlæggende kursus i arkæologi. Hun er den første Lara Croft-model der ikke allerede har en baggrund som model, men i stedet 12 års erfaring som professionel gymnast. Hun ikke besvær med at optræde foran tusinde mennesker, og har blandt andet optrådt foran Prins Charles. Efter træningen var overstået tog hun på verdensturné for at promovere det tredje Tomb Raider-spil fra Crystal Dynamics, Tomb Raider: Underworld.
| Citat          | Det er en fantastisk mulighed og jeg ser virkelig frem til at komme ind i Laras verden. Jeg fatter stadig ikke de valgte mig til rollen som Lara - og kan ikke vente med at komme i gang. Dette er mit drømmejob - Jeg har altid gerne ville være en actionheltinde og [jeg] håber jeg får mulighed for at bruge mine gymnastiske evner, til at udføre Laras stunts. | Citat |
| Alison Carroll | |       |

Sarah Hoeksma fra marketingsafdelingen hos Eidos Group har udtalt:
| Citat                      | Med hendes glimrende atletiske evner, dansetræning og iøjefaldende udseende føler vi Alison består af alle de ting der skal til, for at være live-modellen af Lara Croft, og vi ser virkelig frem til at arbejde med hende. | Citat |
| Sarah Hoeksma, Eidos Group | |       |

Da Alison i 2008 var i København for at promovere Tomb Raider: Underworld, stillede Ekstra Bladets interviewer tre arkæologiske spørgsmål. Alison, der endnu ikke var færdig med sit grundkursus i arkæologi, valgte ikke at deltage i quizzen, af frygt for det ville få Lara Croft til at se dårlig ud. Den 5. november 2008 skrev Ekstra Bladet fejlagtigt på deres hjemmeside, at Alison Carroll var Angelina Jolies afløser. Alison afløser modellen Karima Adebibe, mens Jolie har spillet Lara Croft i filmatiseringerne.
I 2008 sikrede hun sig rolle i zombiefilmen Doghouse, og skal spille sammen med Danny Dyer.

## Filmografi
- Doghouse (2009)

## Fodnoter
1. 1 2 3 4  The Sun: Sexy Alison Carroll is the new Lara Croft (11. august 2008). Hentet 5. november 2008.
2. ↑  "New Lara Croft unveiled for latest Tomb Raider video game". The Telegraph. 11. august 2008. Hentet 15. juli 2019.
3. ↑  Ekstra Bladet: Lara Croft: Køn – men ikke særlig dyb Arkiveret 9. december 2008 hos  Wayback Machine (4. november 2008). Hentet 5. november 2008.
4. ↑  Ekstra Bladet: Jolies afløser: Jeg elsker action (5. november 2008). Hentet 5. november 2008.
5. ↑  Tomb Raider Chronicles: Alison Carroll scores new film role. Hentet 19. december 2008.